# 蒙泰夫雷达内
蒙泰夫雷达内（義大利語：Montefredane），是意大利阿韦利诺省的一个市镇。总面积9平方公里，人口2292人，人口密度254.7人/平方公里（2009年）。ISTAT代码为064055。